# Château-Garnier
Pour les articles homonymes, voir Château (homonymie) et Garnier.
Château-Garnier est une commune du centre-ouest de la France, située dans le département de la Vienne en région Nouvelle-Aquitaine.
Ses habitants sont appelés les Castelgarnerois.

## Géographie

### Localisation
Château-Garnier est situé à 6,5 km, à l'est de Sommières-du-Clain, par la route départementale D25. Le bourg fait partie de pays civraisien qui se caractérise par un paysage de collines.

### Communes limitrophes
Les communes limitrophes sont  Joussé, La Chapelle-Bâton, La Ferrière-Airoux, Payroux, Saint-Romain, Saint-Secondin, Sommières-du-Clain et Usson-du-Poitou.

### Climat
Pour des articles plus généraux, voir Climat de la Nouvelle-Aquitaine et Climat de la Vienne.
Historiquement, la commune est exposée à un climat océanique du nord-ouest.  
En 2020, Météo-France publie une typologie des climats de la France métropolitaine dans laquelle la commune est exposée à un climat océanique altéré et est dans la région climatique  Poitou-Charentes, caractérisée par un bon ensoleillement, particulièrement en été et des vents modérés.
Pour la période 1971-2000, la température annuelle moyenne est de 11,7 °C, avec une amplitude thermique annuelle de 14,9 °C. Le cumul annuel moyen de précipitations est de 850 mm, avec 11,5 jours de précipitations en janvier et 6,9 jours en juillet. Pour la période 1991-2020, la température moyenne annuelle observée sur la station météorologique la plus proche, située sur la commune de La Ferrière-Airoux à 7 km à vol d'oiseau, est de 12,4 °C et le cumul annuel moyen de précipitations est de 762,1 mm,. Pour l'avenir, les paramètres climatiques de la commune estimés pour 2050 selon différents scénarios d’émission de gaz à effet de serre sont consultables sur un site dédié publié par Météo-France en novembre 2022.

## Urbanisme

### Typologie
Au 1er janvier 2024, Château-Garnier est catégorisée commune rurale à habitat dispersé, selon la nouvelle grille communale de densité à sept niveaux définie par l'Insee en 2022.
Elle est située hors unité urbaine et hors attraction des villes,.

### Occupation des sols
L'occupation des sols de la commune, telle qu'elle ressort de la base de données européenne d’occupation biophysique des sols Corine Land Cover (CLC), est marquée par l'importance des territoires agricoles (93,2 % en 2018), en diminution par rapport à 1990 (94,7 %). La répartition détaillée en 2018 est la suivante : 
terres arables (66,8 %), zones agricoles hétérogènes (19,5 %), prairies (6,9 %), forêts (4 %), mines, décharges et chantiers (1,4 %), zones urbanisées (1,3 %). L'évolution de l’occupation des sols de la commune et de ses infrastructures peut être observée sur les différentes représentations cartographiques du territoire : la carte de Cassini (XVIIIe siècle), la carte d'état-major (1820-1866) et les cartes ou photos aériennes de l'IGN pour la période actuelle (1950 à aujourd'hui).

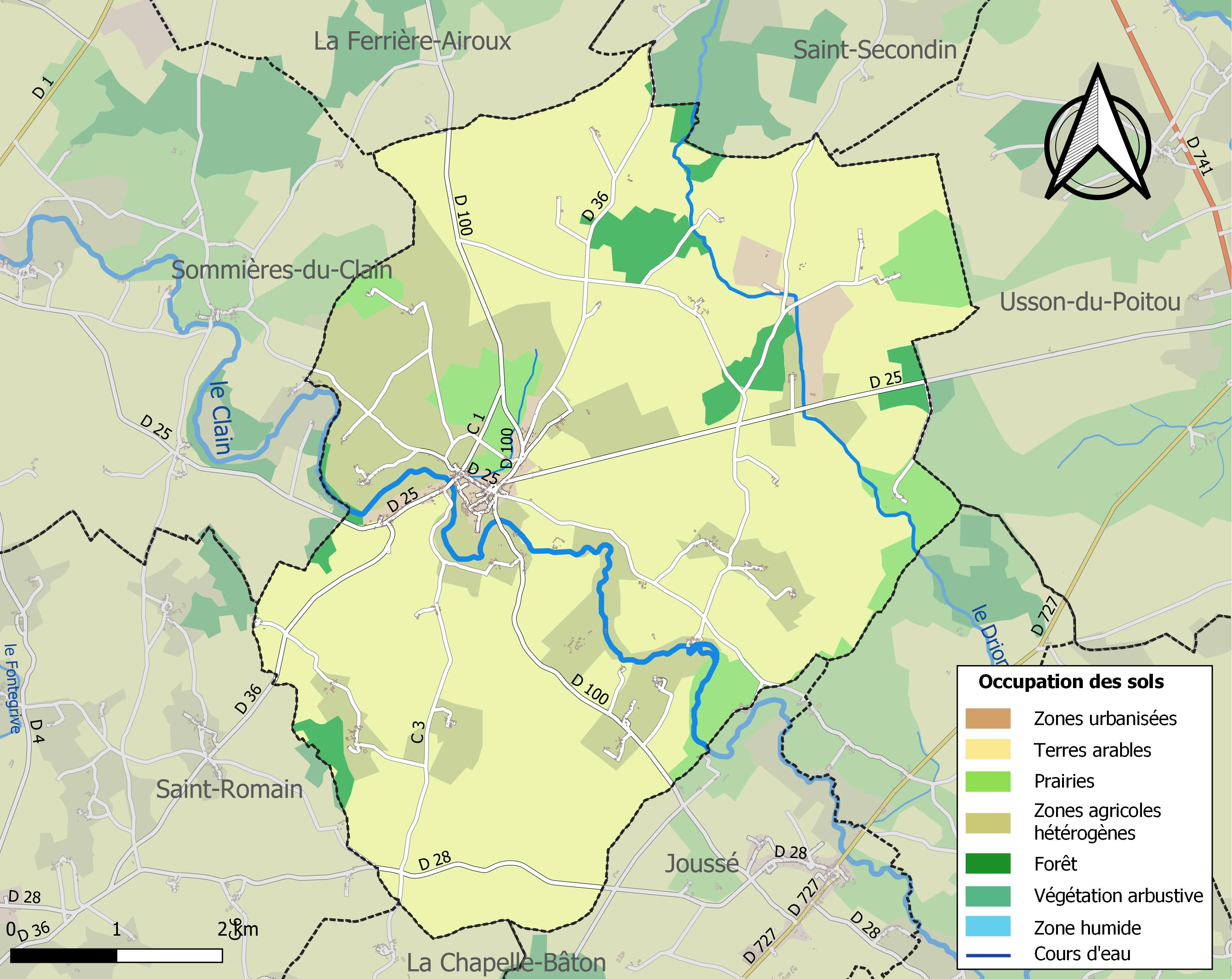
Carte des infrastructures et de l'occupation des sols de la commune en 2018 (CLC).

### Risques majeurs
Le territoire de la commune de Château-Garnier est vulnérable à différents aléas naturels : météorologiques (tempête, orage, neige, grand froid, canicule ou sécheresse), inondations, mouvements de terrains et séisme (sismicité faible). Il est également exposé à un risque technologique,  le transport de matières dangereuses. Un site publié par le BRGM permet d'évaluer simplement et rapidement les risques d'un bien localisé soit par son adresse soit par le numéro de sa parcelle.

#### Risques naturels
Certaines parties du territoire communal sont susceptibles d’être affectées par le risque d’inondation par débordement de cours d'eau, notamment le Clain et le Drion. La commune a été reconnue en état de catastrophe naturelle au titre des dommages causés par les inondations et coulées de boue survenues en 1982, 1983, 1993, 1995, 1999 et 2010,.

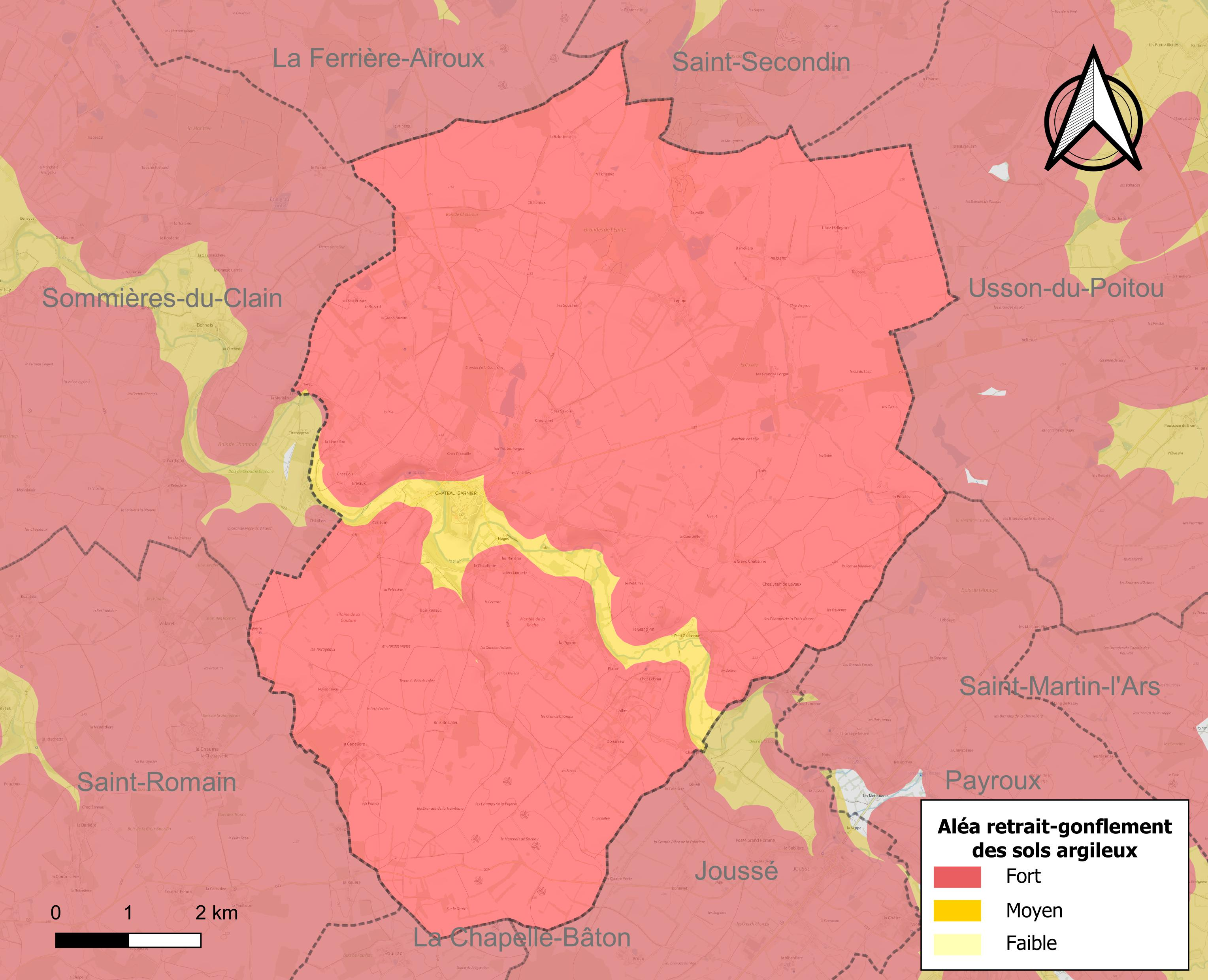
Carte des zones d'aléa retrait-gonflement des sols argileux de Château-Garnier.

Les mouvements de terrains susceptibles de se produire sur la commune sont des affaissements et effondrements liés aux cavités souterraines (hors mines) et des tassements différentiels. Afin de mieux appréhender le risque d’affaissement de terrain, un inventaire national permet de localiser les éventuelles cavités souterraines sur la commune. Le retrait-gonflement des sols argileux est susceptible d'engendrer des dommages importants aux bâtiments en cas d’alternance de périodes de sécheresse et de pluie. La totalité de la commune est en aléa moyen ou fort (79,5 % au niveau départemental et 48,5 % au niveau national). Depuis le 1er octobre 2020, en application de la loi ÉLAN, différentes contraintes s'imposent aux vendeurs, maîtres d'ouvrages ou constructeurs de biens situés dans une zone classée en aléa moyen ou fort,.
La commune a été reconnue en état de catastrophe naturelle au titre des dommages causés par la sécheresse en 1989, 1991, 2003, 2005, 2011 et 2017 et par des mouvements de terrain en 1999 et 2010.

## Toponymie
La localité apparaît pour la première fois dans les textes en 1037 sous la forme latinisée Castello Garnerii. Le nom est formé du terme d’oïl château, et d’un nom propre d’origine germanique, Garnerius, ancien prénom Garnier devenu par la suite le patronyme Garnier  (quand celui-ci ne représente pas Warnhari).

## Histoire
En 1944, pour fêter la Libération et le retour de la République, un arbre de la liberté est planté (un acacia).

## Politique et administration

### Liste des maires
| Période                                  | Période  | Identité        | Étiquette | Qualité |
| ---------------------------------------- | -------- | --------------- | --------- | ------- |
| Les données manquantes sont à compléter. |          |                 |           |         |
| mars 2001                                | En cours | François Audoux |           |         |

### Instances judiciaires et administratives
La commune relève du tribunal d'instance de Poitiers, du tribunal de grande instance de Poitiers, de la cour d'appel  Poitiers, du tribunal pour enfants de Poitiers, du conseil de prud'hommes de Poitiers, du tribunal de commerce de Poitiers, du tribunal administratif de Poitiers et de la cour administrative d'appel  de  Bordeaux, du tribunal des pensions de Poitiers, du tribunal des affaires de la Sécurité sociale de la Vienne, de la cour d’assises de la Vienne.

### Services publics
Les réformes successives de La Poste  ont conduit à la fermeture de nombreux bureaux de poste ou à leur transformation en simple relais. Toutefois, la commune a pu maintenir le sien.

### Jumelages
- Amöneburg (Allemagne)[24]
- Tragwein (Autriche)

## Démographie
L'évolution du nombre d'habitants est connue à travers les recensements de la population effectués dans la commune depuis 1793. Pour les communes de moins de 10 000 habitants, une enquête de recensement portant sur toute la population est réalisée tous les cinq ans, les populations de référence des années intermédiaires étant quant à elles estimées par interpolation ou extrapolation. Pour la commune, le premier recensement exhaustif entrant dans le cadre du nouveau dispositif a été réalisé en 2005.

En 2022, la commune comptait 601 habitants, en évolution de −2,44 % par rapport à 2016 (Vienne : +0,6 %, France hors Mayotte : +2,11 %).
| 1793 | 1800 | 1806 | 1821 | 1831  | 1836  | 1841 | 1846  | 1851  |
| ---- | ---- | ---- | ---- | ----- | ----- | ---- | ----- | ----- |
| 805  | 736  | 748  | 899  | 1 002 | 1 029 | 974  | 1 021 | 1 076 |

| 1856  | 1861  | 1866  | 1872  | 1876  | 1881  | 1886  | 1891  | 1896  |
| ----- | ----- | ----- | ----- | ----- | ----- | ----- | ----- | ----- |
| 1 142 | 1 153 | 1 188 | 1 193 | 1 259 | 1 267 | 1 255 | 1 286 | 1 220 |

| 1901  | 1906  | 1911  | 1921  | 1926  | 1931  | 1936  | 1946  | 1954  |
| ----- | ----- | ----- | ----- | ----- | ----- | ----- | ----- | ----- |
| 1 232 | 1 281 | 1 234 | 1 062 | 1 066 | 1 062 | 1 035 | 1 061 | 1 006 |

| 1962  | 1968 | 1975 | 1982 | 1990 | 1999 | 2005 | 2006 | 2010 |
| ----- | ---- | ---- | ---- | ---- | ---- | ---- | ---- | ---- |
| 1 016 | 856  | 771  | 712  | 660  | 600  | 632  | 631  | 631  |

| 2015 | 2020 | 2022 | - | - | - | - | - | - |
| ---- | ---- | ---- | - | - | - | - | - | - |
| 620  | 612  | 601  | - | - | - | - | - | - |

En 2008, la densité de population de la commune était de 18 hab./km2, 61 hab./km2 pour le département de la Vienne, 68 hab./km2 pour la région Poitou-Charentes et 115 hab./km2 en France.

## Économie
Selon la Direction régionale de l'Alimentation, de l'Agriculture et de la Forêt de Poitou-Charentes, il n'y a plus que 27 exploitations agricoles en 2010 contre 32 en 2000.
38 % des surfaces agricoles sont destinées à la culture des céréales (blé tendre essentiellement mais aussi orges et maïs), 20 % pour les oléagineux (50 % en colza et 50 % en tournesol), 25 % pour le fourrage et 13 % reste en herbes. En 2000,2 hectares (0 en 2010) répartis sur 10 fermes sont consacrés à la vigne.
7 exploitations en 2010 comme en 2000 abritent un élevage de bovins (730 têtes en 2010 contre 547 têtes en 2000). C’est un des troupeaux de bovins importants de la Vienne qui rassemblent 48 000 têtes en 2011.
13 exploitations en 2010 (contre 17 en 2000) abritent un élevage important d'ovins (4 541 têtes en 2010 contre 4 560 têtes en 2000). Le troupeau d’ovins est  exclusivement destiné à la production de viande. En 2011, le nombre de têtes dans le département de la Vienne était de 214 300.
L'élevage de volailles a connu une baisse importante : 663 têtes en 2000 répartis sur 13 fermes contre 55 têtes en 2010 répartis sur quatre fermes.
L'élevage de chèvres a aussi connu une forte diminution: 1 049 têtes en 2010 sur 3 fermes contre 5 382 têtes en 2000 partagés par 5 fermes). C’est un des troupeaux importants de caprins du département de la Vienne (74 500 têtesen 2011) qui est le deuxième département pour l’élevage des chèvres derrière le département des Deux-Sèvres. Cette forte baisse est révélatrice de l’évolution qu’a connu, en région Poitou- Charente, cet élevage au cours des deux  dernières décennies: division par trois du nombre d’exploitations, augmentation des effectifs moyens par élevage (38 chèvres en 1988, 115 en 2000), division par 10 des chèvreries de  10 à 50 chèvres qui représentaient 50 % des troupeaux en 1988, et multiplication par 6 des élevages de plus de 200 chèvres qui regroupent, en 2000, 45 % du cheptel. Cette évolution des structures de production caprine a principalement pour origine la crise de surproduction laitière de 1990-1991 qui, en parallèle des mesures incitatives, a favorisé des départs d’éleveurs en préretraite et encouragé l’adaptation structurelle des élevages restant. La vocation laitière du troupeau est très forte. Moins de 2 % des élevages caprins sont non laitiers en 2000. La quasi-totalité de la production laitière, en constante augmentation (de 2000 à 2011 : + 44 %) est livrée à l’industrie agro-alimentaire soit 96 % des 485 000 hectolitres  récoltés dans l’ensemble du département de la Vienne en 2004. La production de fromage à la ferme reste très marginale et ne représente que 1 % de la production de lait et 6 % des fermes. 75 % des élevages sont basés sur un système de production de type hors sol, la surface agricole étant destinée essentiellement dans ce cas, à la production de fourrage. 75 % de ces exploitations  n’élèvent que des chèvres. Le dynamisme de cet élevage, l’accent porté sur la qualité des produits a permis d’obtenir  les AOC « Chabichou du Poitou » et « Sainte Maure de Touraine » pour les fromages produits.

## Culture locale et patrimoine

### Lieux et monuments
- Église Saint-Maurice de Château-Garnier.

#### Patrimoine civil
Le manoir de Monchandy s'élève sur une petite île artificielle entourée par les eaux du Clain. Le château est austère avec son pavillon d'entrée à pont-levis et ses tours rondes.

#### Patrimoine naturel
Le site des bois et des landes des Grandes Forges est situé entre les vallées de la Clouère et du Clain. C’est un ensemble de bois et de landes. Il occupe un plateau d’altitude modérée, marqué seulement à l’ouest par le modeste thalweg d’un ruisselet temporaire qui, plus au nord, se transforme en petit cours d’eau permanent - le Drion - avant de se jeter dans la Clouère au nord-est de Saint-Secondin.
Comme dans toute cette région du sud du département de la Vienne, les sols sont composés d’argilo-calcaires moyennement profonds alternant avec des sols limoneux, riches en cailloux et blocs de meulières. Ces terres à tendance acide et hydromorphe, sont connues sous le nom de "terres fortes". Sur le site des bois et des landes des Grandes Forges, ce sont les sols argilo-calcaires qui dominent, ce qui explique la nature de la végétation présente : un boisement de chêne pubescent qui est plus ou moins mélangés avec des Pins sylvestres. Ce boisement est  interrompu par des pelouses sèches et par quelques mares.
Le site a été classé et protégé dès 1985 (ZNIEFF) du fait de sa remarquable richesse en Orchidées, dont 15 espèces différentes ont pu être inventoriées. Si certaines sont encore assez communes dans des biotopes similaires poitevins, d’autres présentent une abondance exceptionnelle et tout à fait remarquable. C’est le cas pour deux espèces d’ophrys (les ophrys sont des orchidées qui ont développé une ressemblance étonnante avec les femelles de divers types d’insectes afin d’attirer les mâles de ces espèces pour assurer leur pollinisation) comme l’Ophrys mouche ou l’ Ophrys araignée. Le nombre d’individus se compte par centaines. Mais l’orchidée la plus abondante du site des Grandes Forges est sans conteste l’Orchis pyramidal qui peut totaliser, lors de certaines années climatiquement favorables, le millier d’individus. L’espèce la plus précieuse du site reste toutefois le rare Orchis militaire, une espèce très localisée dans le département de la Vienne.
Les pelouses sèches du site des bois et des landes des Grandes Forges abritent aussi un nombre important de plantes thermophiles comme le Cytise couché ou le Fumana couché, deux espèces très exigences en chaleur et en sécheresse, ce qui les cantonnent aux biotopes les plus favorables.
De nos jours, le site des bois et des landes des Grandes Forges connait une évolution défavorable depuis son classement. Cette évolution est due tant à des causes naturelles (régression des pelouses sèches au profit de la chênaie) qu’aux activités humaines notamment avec la présence de deux carrières de marnes dont l’une est encore en exploitation.

### Personnalités liées à la commune
- Gilles Carrez, député d'Île-de-France, ayant versé 15 569 € de sa réserve parlementaire à la commune pour le renforcement de la voie communale « Route de Petelièvre ».

### Héraldique
| Blason de Château-Garnier | Blason  | D'azur à la foi d'argent parée de sable, surmontée d'un château de trois tours d'or reliées par deux entre-murs du même, ajourées et couvertes de sable, soutenue d'une gerbe de sept épis de blés d'argent posés en éventail ; le tout enfermé dans une bordure de gueules chargée de dix étoiles d'argent. |
| Blason de Château-Garnier | Détails | Le statut officiel du blason reste à déterminer. |